# 艺术运动
艺术运动，或艺术流派，是指一种在艺术上具有共同宗旨和目标，被一群艺术家在一段时期内（从几个月至数十年不等）展示的潮流或风格。每个连贯的艺术运动都被归为一种新的先锋派，所以艺术运动在现代艺术中占有特别重要的地位。
艺术运动已不再被视为西方艺术独有的现象。这个专业名词包括了视觉艺术、设计潮流和建筑风格的趋向，有时也包括文学。在音乐方面，它更常指作品的类型和风格的更替。

## 艺术运动列表
依英文字母排序
- 抽象派Abstract expressionism
- 學院藝術Academic Art
- 行動繪畫Action painting
- 唯美主義Aestheticism
- 反寫實主義Anti-realism
- Arabesque
- 装饰艺术运动Art Deco
- 新艺术运动(Art Nouveau
- 贫穷艺术Arte Povera又稱貧民藝術
- 藝術與工藝運動Arts and Crafts Movement
- 垃圾箱画派Ashcan School
- 巴比松派Barbizon school
- 巴洛克Baroque
- 包豪斯Bauhaus
- 古典主義Classicism
- 色面派Color Field
- 概念藝術Conceptual art
- 构成主义Constructivism
- 立体派Cubism
- 达达主义Dadaism
- 荷兰风格派运动De Stijl (also know as Neo Plasticism)
- 解构主义Deconstructivism
- 表现主义Expressionism
- 奇幻現實主義Fantastic realism
- 野兽派Fauvism
- 具象主義Figurative
- 新浪潮Fluxus或激浪派
- 未来主义Futurism
- 哈莱姆文艺复兴Harlem Renaissance
- 印象派Impressionism
- 国际哥特式艺术International Gothic
- 那比派Les Nabis
- Lowbrow
- 矯飾主義Mannerism
- 大众超现实主义 Massurrealism
- 豐盛主義Maximalism
- Metaphysical painting
- 極簡主義Minimalism又叫最低限藝術
- 現代主義Modernism
- 新古典主義Neoclassicism
- 新表現主義Neo-expressionism
- Neoprimitivism
- 奥普艺术Op Art
- 奧費主義Orphism
- 照相写实主义Photorealism
- 点彩画派Pointillism又稱點描派
- 波普艺术Pop art又稱普普艺术
- 流行超現實主義Pop surrealism
- 后印象派Post-impressionism
- 后现代主义Postmodernism
- 前拉斐尔派Pre-Raphaelites
- Primitivism
- 现实主义Realism又稱写实主义
- 文藝復興Renaissance
- Renaissance Classicism
- 洛可可Rococo
- 罗马式美术Romanesque
- 浪漫主义Romanticism
- 社會寫實主義 Socialist Realism
- 反概念藝術 Stuckism
- 至上主义Suprematism
- 超现实主义Surrealism
- 象征主义Symbolism (arts)
- 维也纳分离派Vienna Secession

## 編註
- 在維基現有條目裡，藝術流派與藝術運動有相同的內容，經審查之後，兩者在意義上是相同的，由於大部份的分類是由英語理論「藝術運動」而來，因此將之合併到此。

## 外部連結
- 國立新竹師範學院美勞科教師進修網——西洋藝術流派